# 一億一心
一億一心（いちおくいっしん）は、日本史においての言葉。

## 概要
太平洋戦争の時期の日本の標語であった。言葉の意味としては、日本国民全員が心を一つにして結束するということである。一億というのは、ほぼ日本の人口に相当することから日本国民全員を意味する。一心は心を一つにするということ。
1940年7月23日の近衞文麿が首相に就任したことを拝するラジオ放送では、大御心を仰いで一億一心となり、真実の奉公を行わなければならないと述べられた。1940年9月28日の日独伊三国同盟を発表するラジオ放送では、今のわが国は実に一億一心、いや一億一心になっても足りないと述べられた。
1940年10月12日に決定された「大政翼賛運動規約」第2条では、大政翼賛会では一億一心の国民組織を確立するということが目的とされていた。
むのたけじによると、戦争というのは国民が知らないうちに始まるもので、軍部が秘密で戦争までを進めてある日突然始まるというものである。このため戦争が始まるまでの国民の間では軍事の話などができない状態になっている。むのたけじの体験では、太平洋戦争は国民には何も知らされていないまま始められて、それから一億一心というように社会が動いていた。それから我慢をさせられて、あれやれこれやれと強制されて、それに従わない者は非国民とされるようになっていた。
1942年に出版された『日本人の本領』という書籍の序文には、今は大東亜戦争下であり、この長期戦を完遂するためには一億一心、日本精神が必要と書かれている。